# Abraham Maslow
Abraham Harold Maslow (New York, 1º aprile 1908 – Menlo Park, 8 giugno 1970) è stato uno psicologo statunitense. Principalmente noto per la sua teoria sulla gerarchizzazione dei bisogni, basata sul soddisfacimento prioritario dei bisogni umani innati fino a culminare nell'autorealizzazione. Maslow era un professore di psicologia alla Brandeis University, al Brooklyn College, alla New School for Social Research e alla Columbia University. Ha sottolineato l'importanza di concentrarsi sulle qualità positive delle persone, invece di trattarle come un "insieme di sintomi". È stato collocato nel 2002 dal giornale scientifico The Review of General Psychology al decimo posto tra gli psicologi più citati del XX secolo.

## Biografia

### Infanzia
Nato nel 1908 e cresciuto a Brooklyn, New York, Maslow era il maggiore di sette figli. I suoi genitori erano immigrati ebrei e da Kiev, allora parte dell'Impero russo (ora Ucraina), fuggiti dalla persecuzione zarista all'inizio del XX secolo. Avevano deciso di vivere a New York e in un quartiere operaio. Ha avuto vari incontri con bande seguaci dell'antisemitismo che lo inseguivano e gli lanciavano sassi. Maslow e altri giovani con il suo background stavano lottando per superare tali atti di razzismo e pregiudizio etnico nel tentativo di stabilire un mondo idealistico basato su un'istruzione diffusa e giustizia economica.
La tensione si faceva sentire anche in casa e raramente andava d'accordo con sua madre, svilupando una forte repulsione nei suoi confronti:
(Hoffman, Edward (1988). The Right to be Human: A Biography of Abraham Maslow)
È cresciuto anche con pochi amici oltre a suo cugino Will, e di conseguenza trascorreva molto tempo nelle biblioteche e tra i libri. Fu qui che sviluppò il suo amore per la lettura e l'apprendimento. Ha frequentato la Boys High School, una delle migliori scuole superiori di Brooklyn, dove il suo migliore amico era suo cugino Will Maslow. Qui ha servito come funzionario di molti circoli accademici ed è diventato editore del Latin Magazine. Ha anche curato Principia, la rivista di fisica della scuola, per un anno. Ha sviluppato anche altre caratteristiche:
( Ian A. M. Nicholson, 'Giving up maleness': Abraham Maslow, masculinity, and the boundaries of psychology., in History of Psychology, vol. 4, n. 1, 2001,  pp. 79-91, DOI:10.1037/1093-4510.4.1.79.)

### Adolescenza
Maslow ha frequentato il City College di New York dopo il liceo. Nel 1926 iniziò a frequentare corsi serali di legge in aggiunta ai suoi corsi universitari, ma quasi immediatamente abbandonò. Nel 1927 si trasferì alla Cornell, ma lasciò dopo un solo semestre a causa dei voti bassi e dei costi elevati. Successivamente si è laureato al City College e ha frequentato la specializzazione presso l'Università del Wisconsin per studiare psicologia. Nel 1928 sposò la cugina di primo grado Bertha, che all'epoca frequentava ancora le superiori. La coppia si era incontrata a Brooklyn anni prima.
La formazione in psicologia di Maslow era sperimentale-comportamentista. Al Wisconsin ha perseguito una ricerca che includeva lo studio del comportamento e della sessualità del dominio dei primati. La prima esperienza di Maslow con il comportamentismo lo lasciò con una mentalità positivista. Su raccomandazione del professor Hulsey Cason, Maslow scrisse la sua tesi di master su "apprendimento, conservazione e riproduzione di materiale verbale". Maslow considerava la ricerca banale, ma completò la sua tesi nell'estate del 1931 e ottenne il master in psicologia. Si vergognava così tanto della tesi che la tolse dalla biblioteca di psicologia e ne strappò l'elenco dal catalogo. Tuttavia, il professor Cason ha ammirato la ricerca abbastanza da sollecitare Maslow a sottoporla alla pubblicazione. La tesi di Maslow fu pubblicata in due articoli nel 1934.

### Carriera accademica
Maslow ha continuato la sua ricerca alla Columbia University su temi simili. Lì trovò un altro mentore in Alfred Adler, uno dei primi colleghi di Sigmund Freud. Dal 1937 al 1951, Maslow fece parte della facoltà del Brooklyn College. La sua vita familiare e le sue esperienze hanno influenzato le sue idee psicologiche. Dopo la seconda guerra mondiale, Maslow iniziò a mettere in discussione il modo in cui gli psicologi erano giunti alle loro conclusioni e, sebbene non fosse completamente in disaccordo, aveva le sue idee su come comprendere la mente umana. Chiamò la sua nuova disciplina "psicologia umanistica". Maslow era già un padre di 33 anni e aveva due figli quando gli Stati Uniti entrarono nella seconda guerra mondiale nel 1941 e non era quindi idoneo per l'esercito. Tuttavia, gli orrori della guerra hanno ispirato in lui una visione di pace che ha portato ai suoi rivoluzionari studi psicologici sull'autorealizzazione. Gli studi iniziarono sotto la supervisione di due mentori, l'antropologa Ruth Benedict e lo psicologo della Gestalt Max Wertheimer, che ammirava sia professionalmente che personalmente. In questo periodo si sviluppa la base della sua ricerca e riflessione, che durerà per tutta la vita, sulla salute mentale e sul potenziale umano.
Maslow, prendendo in prestito idee da altri psicologi e aggiungendone di nuove,  ha esteso concetti come gerarchia dei bisogni, metabisogni, metamotivazione, persone che si realizzano ed esperienze di picco. Dal 1951 al 1969 fu a capo del dipartimento di psicologia dell'università Brandeis, a Waltham, nel Massachusetts. È diventato membro residente del Laughlin Institute in California. Nel 1967, Maslow ebbe un grave infarto e sapeva che il suo tempo era limitato. Si considerava un pioniere della psicologia. Ha dato una spinta ai futuri psicologi portando alla luce diversi percorsi su cui riflettere ed ha permesso ad altri psicologi di condurre studi più completi. Maslow credeva in una leadership non invadente e, coerentemente con questo approccio, nel 1963 rifiutò una nomina a presidente dell'Associazione per la psicologia umanistica perché riteneva che l'organizzazione dovesse sviluppare un movimento intellettuale senza un leader.

### Morte
Mentre faceva jogging, Maslow ebbe un grave attacco cardiaco e morì l'8 giugno 1970, all'età di 62 anni, a Menlo Park, in California. È sepolto al Mount Auburn Cemetery.

## Contributi di Maslow

### Gerarchia dei bisogni

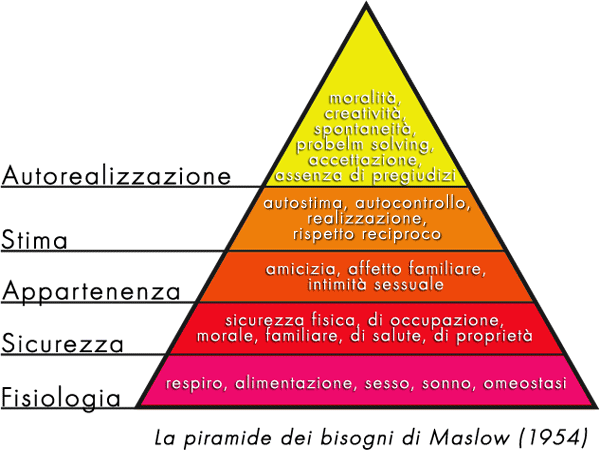
La piramide di Maslow, 1954

Secondo Maslow, bisogni e motivazioni hanno lo stesso significato e si strutturano in gradi, ordinati in una gerarchia fissata: il passaggio ad uno stadio superiore può avvenire solo dopo la soddisfazione dei bisogni di grado inferiore. Egli sostiene che la base di partenza per lo studio dell'individuo è la considerazione di esso come globalità di bisogni. Maslow, inoltre, sostiene che il saper riconoscere i bisogni dell'individuo, favorisce un'assistenza centrata sulla persona.
Nessuno dei suoi lavori pubblicati includeva una rappresentazione visiva della gerarchia. Il diagramma piramidale che illustra la gerarchia dei bisogni di Maslow è stato creato in seguito come espediente illustrativo. Questa piramide raffigura lo spettro dei bisogni umani, sia fisici che psicologici, come una sequenza fissa e rigida di progressione. Tuttavia, già a partire dalla prima pubblicazione della sua teoria nel 1943, Maslow descrisse i bisogni umani come relativamente fluidi, con molti bisogni presenti simultaneamente in una persona.
Nel 1954 pubblicò "Motivazione e personalità", dove espose la teoria di una gerarchia di motivazioni che muove dalle più basse (originate da bisogni primari - fisiologici) a quelle più alte (volte alla piena realizzazione del proprio potenziale umano - autorealizzazione). Il modello della gerarchia dei bisogni umani suggerisce che i bisogni umani saranno soddisfatti solo un livello alla volta. Secondo la teoria di Maslow, quando un essere umano ascende i livelli della gerarchia dopo aver soddisfatto i relativi bisogni, alla fine può raggiungere l'autorealizzazione. In tarda età, Maslow giunse alla conclusione che l'autorealizzazione non era un risultato automatico della soddisfazione degli altri bisogni umani.
I bisogni umani identificati da Maslow:
1. In fondo alla gerarchia ci sono i "Bisogni fondamentali o fisiologici" di un essere umano: cibo, acqua, sonno, sesso, omeostasi ed escrezione.
2. Al livello successivo c'è la "Sicurezza, ordine e stabilità". Questi due passaggi sono importanti per la sopravvivenza fisica della persona. Una volta che gli individui hanno un'alimentazione di base, un riparo e sicurezza, cercano di ottenere di più;
3. Il terzo livello di bisogno è "Amore e appartenenza", che sono bisogni psicologici; quando gli individui si sono presi cura di se stessi fisicamente, sono pronti a condividere se stessi con gli altri, come con la famiglia e gli amici;
4. Il quarto livello si raggiunge quando gli individui si sentono a proprio agio con ciò che hanno realizzato. Questo è il livello di "Stima", la necessità di essere competenti e riconosciuti, ad esempio attraverso lo status e il livello di successo;
5. Poi c'è il livello "Cognitivo", dove gli individui si stimolano intellettualmente ed esplorano;
6. Dopo c'è il livello "Estetico", che è il bisogno di armonia, ordine e bellezza;
7. Al vertice della piramide, il "Bisogno di autorealizzazione" si verifica quando gli individui raggiungono uno stato di armonia e comprensione perché sono impegnati a raggiungere il loro pieno potenziale. Una volta che una persona ha raggiunto lo stato di autorealizzazione, si concentra su se stessa e cerca di costruire la propria immagine. Possono considerare questo in termini di sentimenti come la fiducia in se stessi o il raggiungimento di un obiettivo prefissato.

I primi quattro livelli sono noti come "Bisogni di Deficit" o "Bisogni D": se non riesci a soddisfare uno di questi quattro bisogni, avrai una sensazione di necessità, mentre quando li raggiungi, allora ti senti contento. Maslow ha scritto che ci sono alcune condizioni che devono essere soddisfatte affinché i bisogni fondamentali siano soddisfatti. Ad esempio, la libertà di parola, la libertà di esprimersi e la libertà di cercare nuove informazioni sono alcuni dei prerequisiti. Qualsiasi blocco di queste libertà potrebbe impedire la soddisfazione dei bisogni primari.
I restanti livelli, definiti "superiori", sono quelli psicologici e spirituali. Le teorie di Maslow permettono di porsi in una condizione di autocritica analizzando la personale capacità di soddisfare i propri bisogni e, in base a questi, di saper comprendere quelle che sono le necessità altrui.
L'altra opera principale dell'autore è Verso una psicologia dell'essere, pubblicata nel 1962.

## Critiche
Il pensiero di Maslow è stato oggetto di numerose critiche, prima fra tutte quella che vede nel suo concetto piramidale una svalutazione, o per meglio dire una retrocessione a un livello inferiore, di alcune caratteristiche strutturali del sé, come se fosse possibile suddividere per gradi di nobiltà una struttura così complessa e interdipendente tra le sue parti costitutive. Un'ulteriore critica si rifà sull'assente fondamento empirico della sua teoria, la quale è soltanto basata su considerazioni non verificate sperimentalmente.

## Pubblicazioni
- Maslow, Abraham H., Verso una psicologia dell’essere. Roma: Astrolabio-Ubaldini, 1971
- Maslow, Abraham H., Teoria della motivazione umana. Milano: Pirelli, 1973
- Maslow, Abraham H., Motivazione e personalità. Roma: Armando, 1973